# Ennigaldi

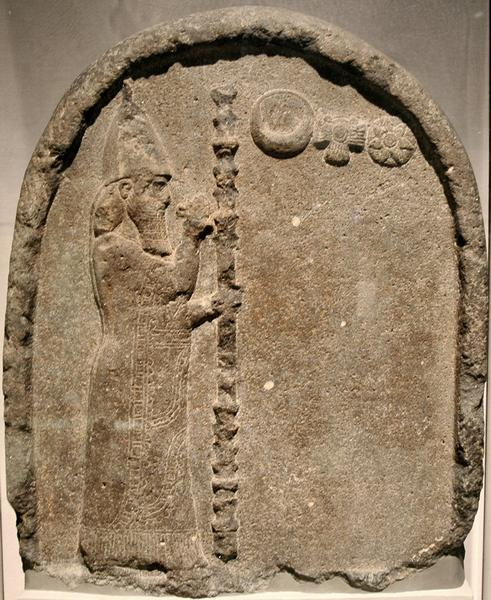
Nabonidus, Ennigaldis far.

Prinsessan Ennigaldi (eller Ennigaldi-Nanna) var dotter till Nabonidus, den siste kungen av det nybabyloniska riket och härskare över staden Ur. Ennigaldi brukar nämnas som skaparen av Ennigaldi-Nannas museum, världens första museum, ett antikvitetsmuseum.
Ennigaldi levde på 500-talet f.Kr., och hade tre kända karriärer. En var som administratör för en skola som utbildade prästinnor, en skola som redan var mer än åttahundra år gammal när hon tog över dess ledning. En annan var som kurator på ett museum. Ytterligare en var som översteprästinna (en-prästinnan).

## Biografi

### Liv
Arkeologen Leonard Woolley skriver att Ennigaldis far Nabonidus kallade henne Belshalti-Nannar när hon blev Nannars översteprästinna i Ur. Hon tillträdde sin roll som översteprästinna 547 före vår tideräkning. Hennes farmor, Adad-Guppi, hade också varit översteprästinna, men hade vid Ennigaldis tillträdande redan avlidit. Hon tillbringande stor del av sin religiösa tid på kvällarna åt Nannar i ett litet blått rum i Urs stora ziqqurat, ett tempel som kallades Nanna-Suen och hade byggts om av hennes far.

### Ennigaldis skola

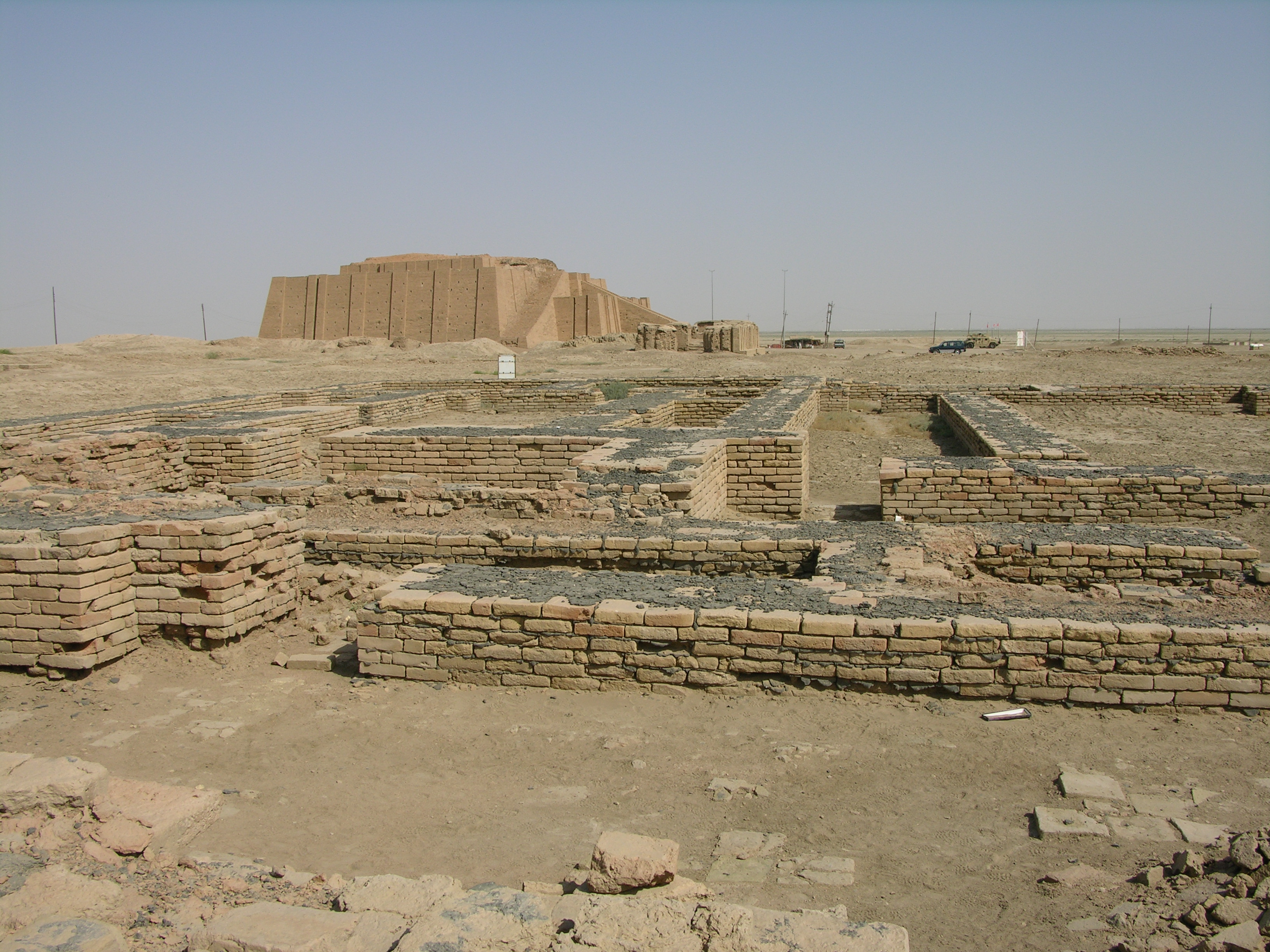
Ennigaldi-Nannas museum.

Ennigaldis prästinneskola var för yngre kvinnor från överklassen. Hennes skola liknade i mångt och mycket andra sumeriska skolor gällande undervisningsmetod, ämnen och utrustning.